# Limnoperna fortunei
Limnoperna fortunei ist eine Muschel-Art aus der Familie der Miesmuscheln (Mytilidae). Es ist die einzige Art der Gattung Limnoperna, die wiederum die Typusgattung und einzige Gattung der Unterfamilie Limnoperninae ist. Limnoperna fortunei ist eine der wenigen Miesmuscheln, die ins Süßwasser vorgedrungen ist. Sie wurde schon vor 1989 anthropogen nach Südamerika verschleppt und breitet sich seither massiv in den großen Flüssen Argentiniens, Uruguays und Südbrasiliens aus.

## Merkmale
Limnoperna fortunei besitzt ein vergleichsweise kleines, längliches und eiförmiges Gehäuse mit einem gebogenen bzw. winkligen Dorsalrand; es wird bis etwa 6 cm lang. Der Umriss ist allerdings stark variabel. Die Gehäuse besitzen oft einen Kiel der vom Wirbel ausgeht. Der Wirbel liegt etwas hinter dem Vorderende, das Schloss mit dysodonten Zähnen vor und hinter dem Ligament. Die Gehäuseränder sind glatt. Das Periostracum ist bräunlich. Die Schale hat eine typische goldbraune Farbe, der der Art im Englischen den Namen Golden Mussel eingebracht hat. Das Innere der Schale ist permuttfarben.

## Geographische Verbreitung und Lebensraum
Die Art bewohnt das Süß- und Brackwasser. Sie war ursprünglich nur in einigen Flüssen in China und wahrscheinlich Südostasien beheimatet. Sie ist heute in weitere Regionen Ostasiens verschleppt worden und wird dort als invasiver Schädling betrachtet.
Möglicherweise gehörte sogar das heutige Verbreitungsgebiet in Südostasien (außerhalb Chinas) nicht zum ursprünglichen Verbreitungsgebiet, d. h., dass die Art bereits in diese Regionen verschleppt wurde. Bereits in den 1930er Jahren wurde sie aus Taiwan beschrieben. 1968 war die Art in das Trinkwassersystem von Hongkong eingeschleppt worden und verursachte dort einige Probleme durch verstopfte Leitungen. Schon vor 1989 war sie anthropogen nach Südamerika verschleppt worden. Derzeit breitet sie sich weiter in Südamerika aus.
Limnoperna fortunei ist 2022 in die Liste invasiver gebietsfremder Arten von unionsweiter Bedeutung für die Europäische Union aufgenommen worden.

## Entwicklung und Lebensweise
Die Art lebt in langsam fließenden Gewässern, oft sind mehrere Exemplare an einen Stein angeheftet. Die Art ist getrenntgeschlechtlich. Die Geschlechtsprodukte werden ins freie Wasser abgegeben, wo sie befruchtet werden. Aus den Eier entwickeln sich Trochophora-Larven, die das erste noch rein organische Gehäuse, den Prodissoconch I bilden. Der D-förmige Prodissoconch I erreicht eine Länge von etwa 115 µm. Die Trochophora-Larve bildet sich rasch um in eine planktonfressende Veliger-Larve, die mit der Bildung des Prodissoconch II beginnt, und der eine Größe von 320 µm hat. Der Nepioconch erreicht etwa 1,3 mm Größe, er entspricht dem Plantigrad-Stadium. In dieser Lebensphase besitzen die Tiere einen langen, dünnen und hochbeweglichen Kriechfuß, sie bewegen sich damit am Boden fort. Danach bildet sich der Dissoconch, das Adultgehäuse, aus und die Muschel heftet sich mit Byssusfäden am Untergrund fest.

## Taxonomie
Das Art-Taxon wurde 1857 von Wilhelm Dunker als Volsella fortunei aufgestellt. Die Gattung Limnoperna wurde 1882 von Alphonse Trémeau de Rochebrune vorgeschlagen. Die Typusart ist Dreissena siamensis Morelet, 1866 durch die Bestimmung des Autors; diese Art ist ein jüngeres Synonym von Volsella fortunei Dunker, 1857. Die Unterfamilie Limnoperninae wurde 1979 von Orest Scarlato und Jaroslav Starobogatov aufgestellt. Typusgattung und einzige Gattung der Limnoperninae ist Limnoperna de Rochebrune, 1882. Ein jüngeres Synonym ist Dreissena siamensis Morelet, 1866.

## Belege